# Национален отбор по футбол на Китайската народна република
Националният отбор по футбол на Китай представя страната на международни срещи.
Контролира се от Китайската футболна асоциация, която е член на ФИФА. Отборът участва веднъж на световно първенство през 2002 г. Най-доброто му представяне е на континентално ниво, като на 2 пъти достига до финал за Купата на Азия.